# Anil
Ne doit pas être confondu avec ANIL.
Anil est un quartier de la zone ouest de la ville de Rio de Janeiro, au Brésil.

## Données
- Superficie (statistiques de 2003) : 350,04 hectares
- Population (statistiques de 2000): 21551
- Nombre d'habitations (statistiques de 2000) : 6345.